# Films américains sortis en 1907
Listes de films américains
- 1903
- 1904
- 1905
- 1906
- 1907
- 1908
- 1909
- 1910
- 1911

Liste (non exhaustive) de films américains sortis en 1907. 
| Titre                           | Réalisateur                         | Distribution                      | Genre                     | Notes |
| ------------------------------- | ----------------------------------- | --------------------------------- | ------------------------- | ----- |
| Amateur Night; or, Get the Hook |                                     |                                   |                           |       |
| Ben-Hur                         | Sidney Olcott                       |                                   | Reconstitution historique |       |
| Daniel Boone                    | Wallace McCutcheon, Edwin S. Porter | William Craven, Florence Lawrence | Biographie                |       |
| The Hypnotist's Revenge         | Joseph A. Golden                    |                                   |                           |       |
| Laughing Gas                    | Edwin Stanton Porter                | Bertha Regustus, Edward Boulden   | Comédie                   |       |
| Terrible Ted                    | Joseph A. Golden                    |                                   |                           |       |
| The Tired Tailor's Dream        | Joseph A. Golden                    |                                   |                           |       |